# سهيل دباش
سهيل دباش ممثل عراقي من مواليد 1965.

## حياته الشخصية
ولد دباچ في العراق عام 1965، وحصل على شهادة بكالوريوس في الفنون الجميلة من كلية الفنون الجميلة، جامعة بغداد عام 1990. في عام 1997، غادر العراق ليعيش في الأردن. في عام 2008، أثناء إقامته في الأردن حصل على دور الانتحاري في فيلم The Hurt Locker. بعد إصدار الفيلم، انتقل هو وعائلته إلى البوكيرك في نيو مكسيكو حيث مكثوا حوالي 12 عامًا.
حاليا متزوج من حنا ولديهِ ثلاثة أطفال. ابنة واحدة وولدان.
وهو أحد أبطال فيلم الموصل الذي عرض على منصة نتفليكس